# Valea Negrilesii
Valea Negrilesii falu Romániában, Erdélyben, Fehér megyében. Közigazgatásilag Bucsony községhez tartozik.

## Fekvése
Bucsum-Muntár közelében fekvő település.

## Története
Valea Negrilesii korábban Bucsum-Muntár része volt, 1956 táján vált külön, 229 lakossal.
1966-ban 206 lakosából 205 román volt. 1977-ben 163, 1992-ben 133, 2002-ben pedig 84 román lakosa volt.